# Stary Żelibórz
Stary Żelibórz (dawniej - wraz z Nowym Żeliborzem - niem. Sellberg) – wieś w Polsce położona w województwie zachodniopomorskim, w powiecie koszalińskim, w gminie Polanów w okolicy źródeł rzeki Grabowej. Wieś jest siedzibą sołectwa "Stary Żelibórz" w którego skład wchodzi również miejscowość Bartlewo. Urząd sołtysa obejmuje Aleksandra Somnika(stan na 2021 rok).
W latach 1975–1998 miejscowość administracyjnie należała do województwa koszalińskiego.